# Buste van Ridder Florent van Ertborn, burgemeester van Antwerpen
De buste Ridder Florent van Ertborn, burgemeester van Antwerpen is van de hand van de Belgische beeldhouwer Jozef Geefs. Het werk werd voltooid in 1849 en behoort tot de collectie van het Koninklijk Museum voor Schone Kunsten Antwerpen, onder inventarisnummer 1067.

## Context
Florent van Ertborn (1784-1840) was een telg uit de rijke van Ertborn-familie. Deze had haar rijkdom vergaard in de achttiende eeuw en legde zich in de negentiende eeuw toe op het verzamelen van kunst. Enigszins uitzonderlijk, verzamelde Florent van Ertborn laatmiddeleeuwse schilderijen in plaats van de gebruikelijke Barokke kunst. Dat deed hij vanaf 1830 voltijds. Op het einde van zijn leven was hij in het bezit van 115 kunstvoorwerpen. Hij legateerde zijn schilderijencollectie aan het Koninklijk Museum voor Schone Kunsten Antwerpen, die uit dankbaarheid de opdracht gaf aan de Belgische beeldhouwer Jozef Geefs om een portret van van Ertborn te maken. Jozef Geefs was eerst student en later docent beeldhouwkunst en anatomie aan de Antwerpse Koninklijke Academie voor Schone Kunsten. Hij werd er in 1786 directeur van.

## Beschrijving
Geefs opteerde ervoor om van Ertborn realistisch, in eigentijdse kledij, te portretteren. De buste heeft een strenge uitstraling, wellicht omdat het op een hoge sokkel als gedenkmonument moest dienen. Dat Van Ertborn reeds overleden was, speelde vermoedelijk ook mee in deze keuze.

## Materiële aspecten

### Afmetingen
- 65 × 62,5 × 36,5 cm, 100 kg (Volledig, gewicht is schatting)
- Grondvlak: 22 × 15,5 cm
- Sokkel: 121 × 80,5 × 80,5 cm

### Signaturen
- Jozef Geefs le 20 Juin 1849
  - Plaats: zijkant, linksonder
  - Type: handschrift
  - Lettertype: onderkast met beginkapitaal
  - Auteur: Jozef Geefs
  - Datum: 1849

## Provenance
De herkomstgeschiedenis van deze buste start reeds in 1832, op het moment dat Van Ertborn zijn eerste testament in Karlsruhe liet opmaken. Hij liet zijn goederen en financiën na aan zijn 29 jaar jongere echtgenote Adriana, barones van Heeckeren. Zijn schilderijenverzameling moest toekomen aan de stad Antwerpen. Deze moest de collectie als geheel in het academiemuseum hangen. Het was namelijk Van Ertborns doel een historische inkijk in de late middeleeuwen te geven, een periode die volgens hem sterk verwaarloosd werd. Hij was van mening dat dit slechts kon door de schilderijen met elkaar te vergelijken.
De Van Ertborncollectie vormt een groot onderdeel van de huidige KMSKA-collectie. Het werk dat momenteel beschouwd wordt als hét topstuk van het KMSKA, de Madonna van Fouquet, behoorde onder andere tot dat legaat. Hoewel dat laatste werk toen niet als een topwerk werd beschouwd, wist men het legaat wel naar waarde te schatten. Eind jaren 1840 voorzag het museum de schilderijen uit Van Ertborns collectie met een eigen opschrift en werden deze in een aparte zaal ondergebracht. Uit dankbaarheid gaf de stad Antwerpen bovendien in 1849 aan beeldhouwer Jozef Geefs de opdracht om een portretbuste van de schenker te vervaardigen.